# Stimmkreis Nürnberg-West
Der Stimmkreis Nürnberg-West ist einer von rund 90 Stimmkreisen bei Wahlen zum Bayerischen Landtag und zu den Bezirkstagen sowie bei Volksentscheiden. Er gehört zum Wahlkreis Mittelfranken. Mindestens seit der Landtagswahl 2008 umfasst er die Stadtbezirke Galgenhof, Hummelstein, Gugelstraße, Steinbühl, Gibitzenhof, Sandreuth, Schweinau, St. Leonhard, Sündersbühl, Hohe Marter, Röthenbach West, Röthenbach Ost, Eibach, Reichelsdorf, Krottenbach, Mühlhof, Großreuth bei Schweinau, Gebersdorf, Gaismannshof, Höfen, Eberhardshof und Muggenhof der kreisfreien Stadt Nürnberg.

## Landtagswahl 2023
Zur Landtagswahl 2023 traten folgende Parteien und Direktkandidaten im Stimmkreis Nürnberg-West an und erzielten folgende Ergebnisse:
| Nr. | Direktkandidat     | Partei           | Erststimmen in % | Gesamtstimmen in % |
| --- | ------------------ | ---------------- | ---------------- | ------------------ |
| 1   | Jochen Kohler      | CSU              | 36,1             | 38,5               |
| 2   | Ute Möller         | GRÜNE            | 16,4             | 16,3               |
| 3   | Thomas Estrada     | Freie Wähler     | 6,2              | 5,5                |
| 4   | Elena Roon         | AfD              | 16,7             | 16,1               |
| 5   | Michael Ziegler    | SPD              | 13,3             | 12,6               |
| 6   | Ümit Sormaz        | FDP              | 2,7              | 2,5                |
| 7   | Antje Hauptmann    | LINKE            | 3,9              | 3,8                |
| 8   | Irmtraud Bock      | BP               | 0,5              | 0,5                |
| 9   | Stephan Mitesser   | ÖDP              | 1,0              | 1,0                |
| 10  | Siegfried Schüller | Tierschutzpartei | 2,1              | 2,0                |
| 11  | -                  | PdH              | -                | 0,3                |
| 12  | Reiner Schindler   | dieBasis         | 1,0              | 0,9                |

## Landtagswahl 2018
Im Stimmkreis waren insgesamt 92.726 Einwohner wahlberechtigt. Die Landtagswahl am 14. Oktober 2018 hatte folgendes Ergebnis:
| Direktkandidat     | Partei               | Erststimmen in % | Gesamtstimmen in % | Veränderung der Gesamtstimmen im Vergleich zur Landtagswahl 2013 in % |
| ------------------ | -------------------- | ---------------- | ------------------ | --------------------------------------------------------------------- |
| Jochen Kohler      | CSU                  | 33,2             | 35,5               | - 6,1                                                                 |
| Stefan Schuster    | SPD                  | 16,7             | 15,3               | − 14,3                                                                |
| Alexander Schenkel | Freie Wähler         | 4,2              | 3,9                | + 0,6                                                                 |
| Verena Osgyan      | GRÜNE                | 16,7             | 16,8               | + 9,0                                                                 |
| Ümit Sormaz        | FDP                  | 4,5              | 4,2                | + 1,9                                                                 |
| Debora Pihan       | LINKE                | 7,6              | 7,4                | + 2,7                                                                 |
| Irmtraud Bock      | BP                   | 0,5              | 0,4                | − 0,2                                                                 |
| Christian Rechholz | ÖDP                  | 1,0              | 1,0                | - 0,2                                                                 |
| Florian Betz       | PIRATEN              | 1,5              | 1,3                | - 2,0                                                                 |
| Ulrich Reinwald    | Die Franken          | 1,4              | 1,2                | − 1,6                                                                 |
| Matthias Vogler    | AfD                  | 12,2             | 11,7               | + 11,7                                                                |
| -                  | mut                  | -                | 0,2                | + 0,2                                                                 |
| -                  | Die Partei           | -                | 0,6                | + 0,6                                                                 |
| -                  | Gesundheitsforschung | -                | 0,1                | + 0,1                                                                 |
| Melanie Näser      | V-Partei³            | 0,5              | 0,4                | + 0,4                                                                 |

## Landtagswahl 2013
Die Wahlbeteiligung der 96.329 Wahlberechtigten im Stimmkreis betrug 51,7 Prozent, bei einem Landesdurchschnitt von 63,9 Prozent war dies Rang 90 unter den 90 Stimmkreisen. Das Direktmandat ging an Markus Söder (CSU).
| Direktkandidat               | Partei       | Erststimmen | Gesamtstimmen | Gesamtstimmen ggü. Bayern (%p) | Gesamtstimmen ggü. 2008 (%p) |
| ---------------------------- | ------------ | ----------- | ------------- | ------------------------------ | ---------------------------- |
| Markus Söder                 | CSU          | 43,2 %      | 41,6 %        | −6,1 %                         | −0,4 %                       |
| Stefan Schuster              | SPD          | 30,1 %      | 29,6 %        | +9,0 %                         | +1,8 %                       |
| Alexander Schenkel           | FREIE WÄHLER | 3,2 %       | 3,3 %         | −5,7 %                         | −2,1 %                       |
| Verena Osgyan                | GRÜNE        | 7,2 %       | 7,9 %         | −0,7 %                         | +0,7 %                       |
| Christoph Eipper             | FDP          | 2,0 %       | 2,3 %         | −1,0 %                         | −2,5 %                       |
| Günther Schedel-Gschwendtner | DIE LINKE    | 4,3 %       | 4,7 %         | +2,6 %                         | −3,1 %                       |
| Maximilian Gruber            | ÖDP          | 1,0 %       | 1,1 %         | −0,9 %                         | +0,0 %                       |
| Alfred Reif                  | REP          | 0,9 %       | 0,9 %         | −0,1 %                         | −0,4 %                       |
| Ralf Ollert                  | NPD          | 1,7 %       | 1,7 %         | X                              | −0,7 %                       |
| Reiner Loos                  | BP           | 0,6 %       | 0,7 %         | −1,4 %                         | +0,6 %                       |
| Keine Teilnahme im Wahlkreis | BüSo         | X           | X             | X                              | X                            |
| Keine Teilnahme im Wahlkreis | DIE FREIHEIT | X           | X             | X                              | X                            |
| Keine Teilnahme im Wahlkreis | FRAUENLISTE  | X           | X             | X                              | X                            |
| Marco Dorsch                 | DIE FRANKEN  | 2,7 %       | 2,8 %         | X                              | X                            |
| Dieter Möhrlein              | PIRATEN      | 3,1 %       | 3,3 %         | +1,3 %                         | X                            |

## Landtagswahl 2008
Bei der Landtagswahl 2008 waren im Stimmkreis 95.281 Einwohner wahlberechtigt. Die Wahlbeteiligung betrug 49,7 %. Die Wahl hatte folgendes Ergebnis:
| Direktkandidat       | Partei                | Erststimmen in % | Gesamtstimmen in % | Veränderung der Gesamtstimmen im Vergleich zur Landtagswahl 2003 in % |
| -------------------- | --------------------- | ---------------- | ------------------ | --------------------------------------------------------------------- |
| Markus Söder         | CSU                   | 40,4             | 42,0               | − 13,3                                                                |
| Stefan Schuster      | SPD                   | 30,1             | 27,8               | – 1,2                                                                 |
| Celal Turhan         | Bündnis 90/Die Grünen | 6,7              | 7,2                | – 0,3                                                                 |
| Jürgen Horst Dörfler | Freie Wähler          | 4,9              | 5,4                | + 3,7                                                                 |
| Michael Lindner      | FDP                   | 4,9              | 4,8                | + 3,0                                                                 |
| Werner Endres        | REP                   | 1,3              | 1,3                | – 1,5                                                                 |
| Thomas Friedrich     | ödp                   | 1,2              | 1,1                | + 0,3                                                                 |
| -                    | BP                    | -                | 0,1                | – 0,4                                                                 |
| -                    | BüSo                  | -                | -                  | – 0,1                                                                 |
| Rainer Edelmann      | Die Linke             | 7,9              | 7,8                | + 7,8                                                                 |
| -                    | VIOLETTE              | -                | 0,1                | + 0,1                                                                 |
| Ralf Ollert          | NPD                   | 2,6              | 2,4                | + 2,4                                                                 |